# Dream house
Dream house (známý také jako dream trance), je druh elektronické taneční hudby který měl velký úspěch na taneční scéně mezi lety 1995 a 1997. Jeho hlavním znakem je melodie, která je obvykle velmi snivá (odtud pochází název stylu), typicky se objevuje piáno, v některých případech housle, saxofon, atd. V současnosti se většina těchto zvuků vytváří pomocí syntetizéru. Španělský DJ Dario Nunez použil v roce 2008 dream houseové části ve své písni Looking at Me.

## Populární skladby
Skladba která odstartovala popularitu dream house byla píseň "Children" od Roberta Milese, z jeho debutového alba Dreamland. Mezi nejoblíbenější dream houseové skladby patří:
- "Sky Plus" od Nylon Moon,
- "Celebrate the love" od Zhi-Vago,
- "I'm Flying Away" od Dj Crashmaster feat. Cybertrancer,
- "In Africa" od Piano Negro,
- "Metropolis", "The Legend of Babel", "X-Files" od DJ Dado,
- "Pyramids of Giza" od W. P. Alex Remark,
- "Moon's Waterfalls" od Roland Brant,
- "Dreamer" od Antico,
- "Forever Young" od DJ Panda,
- "Space Ocean" od Daniele Gas,
- "Seven Days and One Week" od BBE.

Stopy dream house se dnes objevují v hudebním stylu progressive trance.